# Ludwików (Lipsko)
Pour les articles homonymes, voir Ludwików.
Ludwików (prononciation : [ludˈvikuf]) est un village polonais de la gmina de Sienno dans le powiat de Lipsko de la voïvodie de Mazovie dans le centre-est de la Pologne.
Il se situe à environ 8 kilomètres au nord-est de Sienno (siège de la gmina), 8 kilomètres à l'ouest de Lipsko (siège du powiat) et à 127 kilomètres au sud de Varsovie (capitale de la Pologne).
Le village possède approximativement une population de 145 habitants en 2009.

## Histoire
De 1975 à 1998, le village appartenait administrativement à la voïvodie de Radom.